# Uppidamangalam
Uppidamangalam è una suddivisione dell'India, classificata come town panchayat, di 10.039 abitanti, situata nel distretto di Karur, nello stato federato del Tamil Nadu. In base al numero di abitanti la città rientra nella classe IV (da 10.000 a 19.999 persone).

## Geografia fisica
La città è situata a 10° 54' 25 N e 78° 10' 01 E.

## Società

### Evoluzione demografica
Al censimento del 2001 la popolazione di Uppidamangalam assommava a 10.039 persone, delle quali 5.023 maschi e 5.016 femmine. I bambini di età inferiore o uguale ai sei anni assommavano a 885, dei quali 478 maschi e 407 femmine. Infine, coloro che erano in grado di saper almeno leggere e scrivere erano 6.205, dei quali 3.714 maschi e 2.491 femmine.